# Гульден, Изабель
Изабель Терезе (Белла) Гульден (швед. Isabelle Therese "Bella" Gulldén; род. 29 июня 1989 года, Севедален, Швеция) — шведская гандболистка, разыгрывающая. Двукратный призёр чемпионатов Европы (2010 и 2014) в составе сборной Швеции. Участница летних Олимпийских игр 2008, 2012 и 2016 годов. Победительница женской Лиги чемпионов EHF 2016 года. Чемпионка Швеции, Дании и Румынии.
В 2004 году была включена в список 150 величайших спортсменов Швеции за всю истории, составленным изданием Dagens Nyheter.

## Карьера

### Ранние годы
В детском возрасте занималась различными видами спорта, в том числе и борьбой, которой занимались её отец и родной дядя — Кристер Гульден участник двух Олимпиад.
Гандболом начала заниматься в клубе «Севехоф», довольно быстро пробилась в основной состав. Впоследствии выиграла вместе с клубом пять титулов чемпионки Швеции.

### Клубная карьера

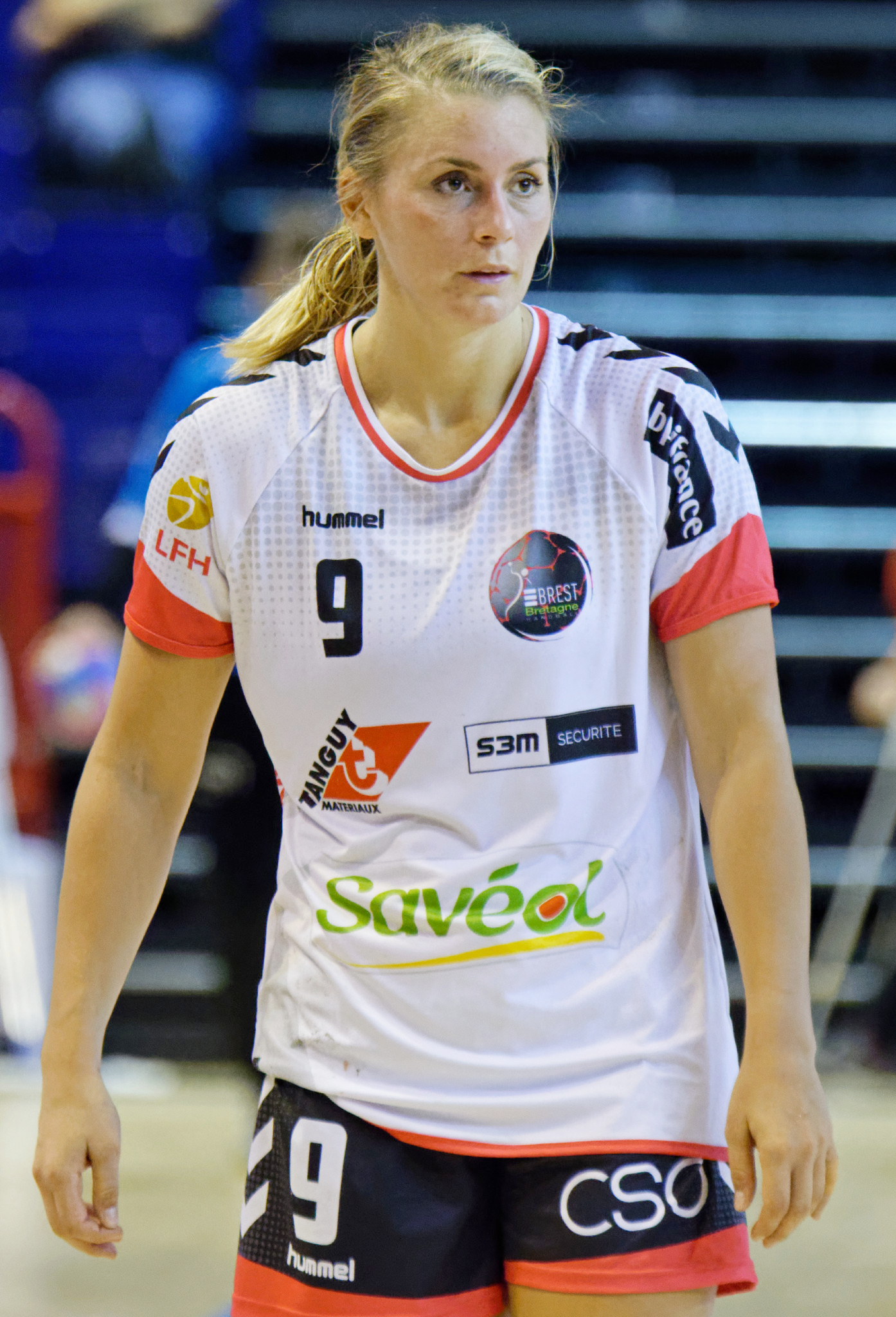
Гульден в 2018 году

По завершении сезона 2010/2011 годов перешла в датский клуб «Виборг», за который успешно выступала не только в чемпионате Дании, но и в Европейских клубных турнирах, благодаря чему была признана лучшей гандболисткой Швеции в 2012 и 2014 годах.
В 2015 году сменила клубную прописку и перешла в состав румынского клуба «Бухарест». Вместе с клубом выиграл Лигу Чемпионов 2015/2016, сыграв важнейшую роль в финальном поединке против венгерского клуба «Дьёр» (итоговый счет 29-26), шведка забила 15 мячей. В 2016 году Изабель Гульден было присвоено звание «Почетного гражданина Бухареста».
В 2018 году перешла во французский клуб «Брест Бретань».

### В сборной Швеции
Дебютировала в составе национальной сборной Швеции 23 ноября 2007 года в матче против сборной Германии. Прошла отбор в олимпийскую команду на игры 2008 года в Пекине.
Начиная с 2008 года стабильный игрок основы национальной команды, не пропустила не одного международного турнира. Результаты: Олимпийские игры 2008 (Швеция: 8-е место), Евро-2008 (9-е), Кубок мира 2009 (13-е), Евро 2010 (2-е), Кубок мира 2011 (9-е), Олимпийские игры 2012 (11-е), Евро-2012 (9-е), Евро-2014 (3-е), Кубок мира 2015 (9-е), и Олимпийские игр 2016 (7-е).
Одна из 4 гандболисток в истории, забросивших 200 мячей в матчах чемпионатов Европы.
После чемпионата Европы 2020 года объявила о завершении карьеры в сборной.

## Достижения
- Чемпионат Европы:
  - Серебряная медаль: 2010
  - Бронзовая медаль: 2014
- Чемпионат Швеции:
  - Победитель: 2007, 2008, 2009, 2010
- Чемпионат Дании:
  - Победитель: 2014
- Кубок Дании:
  - Победитель: 2012, 2014
- Чемпионат Румынии:
  - Победитель: 2016, 2017, 2018
- Кубок Румынии:
  - Победитель: 2016, 2017, 2018
- Кубок Франции:
  - Победитель: 2021
- Чемпионат Норвегии:
  - Победитель: 2022
- Кубок Норвегии:
  - Победитель: 2021
- Лига Чемпионов:
  - Победитель: 2016, 2022
  - Финалист: 2021
  - Третье место: 2017
- Кубок Кубков:
  - Победитель: 2014
  - Финалист: 2012